# Kybos abnormis
Kybos abnormis är en insektsart som först beskrevs av Datta och Soumyendra Nath Ghosh 1973.  Kybos abnormis ingår i släktet Kybos och familjen dvärgstritar. Inga underarter finns listade i Catalogue of Life.